# René Vermandel
René Vermandel (Zelzate, 23 de março de 1893- Anderlecht, 20 de abril de 1958), foi um ciclista belga que foi profissional de 1920 a 1931.

## Palmarés
| - 1920 - 2 etapas da Volta à Bélgica - 3.º no Campeonato da Bélgica em Estrada - 1921 - Volta à Bélgica, mais 1 etapa - Schaal Sels - Volta à Flandres - De Drie Zustersteden - Scheldeprijs Vlaanderen - 2.º no Campeonato da Bélgica em Estrada - 1922 - Campeonato da Bélgica em Estrada - Volta à Bélgica, mais 4 etapas - Critérium das - 1 etapa da Paris-Saint-Étienne | - 1923 - Liège-Bastogne-Liège - Schaal Sels - 1 etapa da Volta à Bélgica - 3.º no Campeonato da Bélgica em Estrada - 1924 - Campeonato da Bélgica em Estrada - Liège-Bastogne-Liège - Scheldeprijs Vlaanderen - 2 etapas da Volta à Bélgica - 1928 - 1 etapa da Volta à Bélgica |